# Maxillariella cobanensis
Maxillariella cobanensis är en orkidéart som först beskrevs av Rudolf Schlechter, och fick sitt nu gällande namn av Mario Alberto Blanco och Germán Carnevali. Maxillariella cobanensis ingår i släktet Maxillariella och familjen orkidéer. Inga underarter finns listade i Catalogue of Life.